# Manel Abeysekera
Manel Abeysekera (1933), is een Sri Lankees oud-diplomaat. Ze was ambassador in Duitsland en Thailand en staat bekend als de eerste vrouwelijke diplomaat van Sri Lanka. 
Abeysekera werd geboren als dochter van E. W. Kannangara. Na haar de Methodist College in Colombo ging ze geschiedenis studeren aan Somerville College van de Universiteit van Oxford. Ze studeerde af in 1957 en ging werken voor het Ministerie van Buitenlandse Zaken van Sri Lanka als enige vrouw. Ze was zaakgelastigde in Thailand van 1970 to 1974, organiseerde een top van de Beweging van Niet-Gebonden Landen in 1976, en werd vervolgens ambassadeur in Thailand en Duitsland. Abeysekera ging met pensioen in 1993. Ze is getrouwd met Hector Abeysekera, een diplomaat voor de Verenigde Naties.